# مانیلا دیجر
نادي مانيلا ديجر لكرة القدم (Manila Digger FC) هو نادي كرة قدم في الفلبين محترف مقره في مدينة تاغويغ في حاضرة مانيلا الكبرى.  يلعب في دوري الفلبين الممتاز لكرة القدم. عادةً ما يلعب النادي مبارياته على ملعب إمبيرادور الذي يتسع لـ 2000 متفرج.

## روابط خارجية
- الموقع الرسمي